# 1812 рік (увертюра)

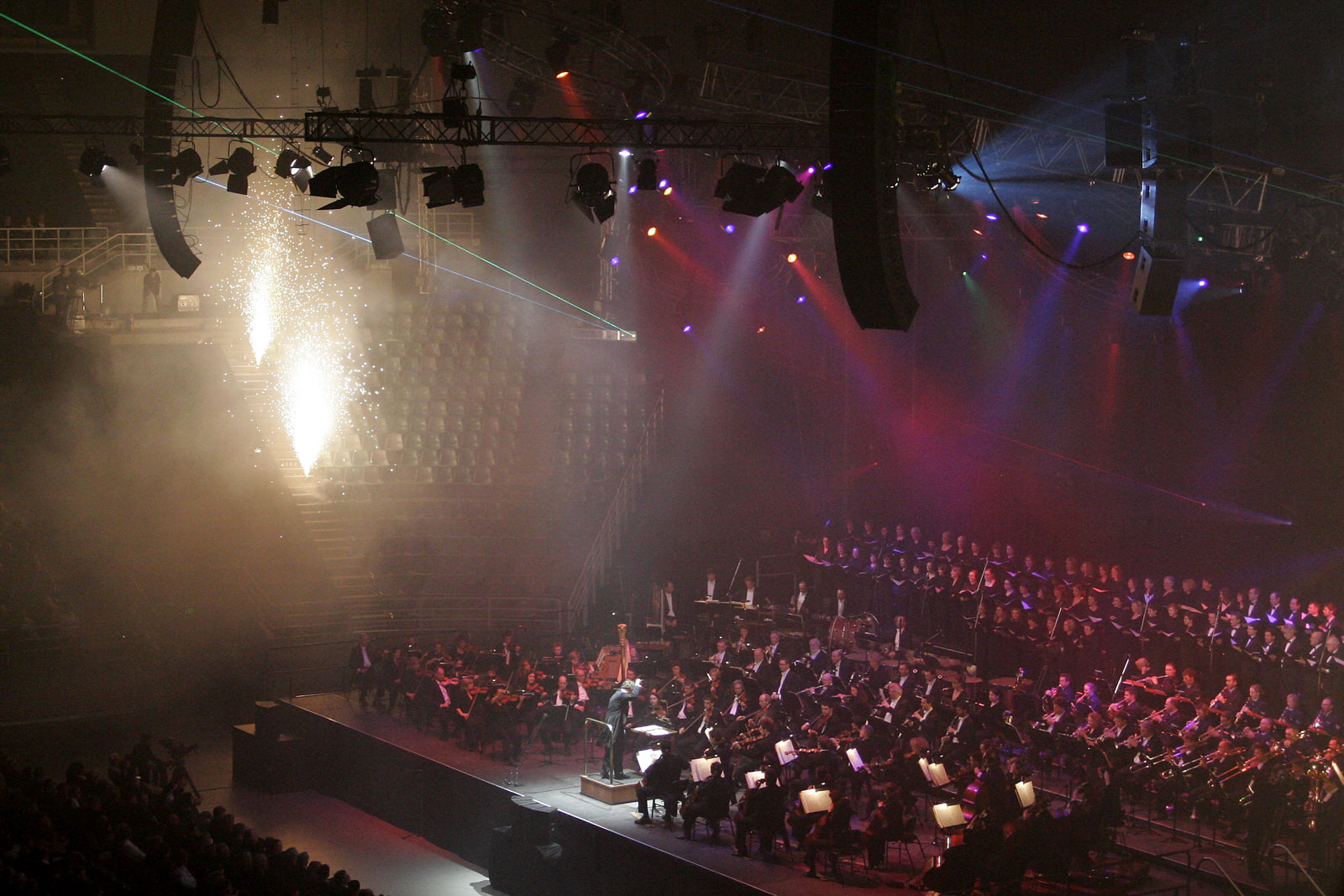
Увертюра 1812 року, виконана з гарматним вогнем

Урочиста увертюра «1812 рік», тв. 49 — оркестровий твір Петра Ілліча Чайковського у пам'ять про перемогу Росії у Франко-російській війні 1812 року, написаний у 1880 році. Має популярність завдяки ефектному звучанню, а також події якій вона присвячена. У виконанні беруть участь дзвони, у фіналі передбачені гарматні залпи.
Прем'єра увертюри відбулася в Храмі Христа Спасителя.

## Огляд
Урочиста увертюра «1812 рік» призначена для виконання у великих приміщеннях або на відкритому повітрі. Ця монументальна, програмна п'єса написана для виконання великим складом симфонічного оркестру з додаванням групи ударних, великих дзвонів і підвішеного барабана, вживаного в оперних оркестрах для зображення гарматних пострілів, а також групи інструментів військового оркестру (за бажанням).
Чайковський не дав літературної програми до увертюри, але образи п'єси настільки конкретні, що не потребують роз'яснень. У великому вступ до сонатному allegro послідовно проходять три теми: молитва про дарування перемоги «Спаси, Господи, люди твоя» і дві оригінальних теми — тривоги і героїчних військових сигналів. Сонатне алегро має багато тем. Крім контрастних головної та побічної партій, в алегро введені теми, що символізують дві ворожі сили: російська пісня «У ворот, ворот батюшкиных» і «Марсельєза». Обидві набувають розвитку у розробці та репризі сонатної форми. В урочистій коді знову звучить тема молитви в імпозантній тембрі мідних, після чого з'являється тема російського гімну «Боже, Царя храни!».
У коді Чайковський змалював картину перемоги російського війська, використавши ефект церковного дзвону і гарматного салюту.
Тематика увертюри заснована на конкретних жанрових типах. Співуча мелодія побічної партії близька до ліричних народних пісень. У характеристиці російських образів Чайковський використовував фольклорний матеріал, в характеристиці французьких — тему «Марсельєза». Незважаючи на те, що «Марсельєза» для європейця асоціюється з чистотою і свободою, в увертюрі вона звучить напружено, зловісно, з дисонансами на другому плані — це логічне рішення, адже російське дворянство боготворило французьку культуру, вони розмовляли французькою мовою, повторювали манери французів і їх моду. Але наполеонівська армія підійшла до Москви, і, природно, всі «прекрасно-французьке» миттєво набуває іншого забарвлення, і «Марсельєза» вже малює образ ворога, це вносить додатковий драматизм в структуру цілого.
У радянський час цю увертюру, як правило, виконували в редакції Віссаріона Шебаліна, де замість теми «Боже, царя храни!» використана головна тема епілогу з опери Глінки «Іван Сусанін» (транспонована в мі-бемоль мажор). Існують також редакції Сергія Кусевицького і Ендрю Корнелла, у яких теми молитви і російського гімну дублюються змішаним хором.

## Використання в інших творах
- Досить багато використовувалася в четвертому сезоні серіалу «Farscape».
- У завершальній сцені «Caddyshack».
- У початковій та завершальній сценах фільму «V — значить вендета».
- Насвистувалась Джоном Кітінгом у фільмі «Товариство мертвих поетів».
- Виконувалася шкільним оркестром у серії «Bart the Daredevil» мультсеріалу «Сімпсони».
- Під звуки «Увертюри 1812» Козі Пауел молотив свої барабанні соло.
- Виконувалася на телеканалі «Росія» в рекламі проекту «Ім'я Росія».
- Виконувалася під час промови Мессінга про перемогу 9 травня 1945 року в серіалі «Вольф Мессінг: хто бачив крізь час».
- Виконувалася у фільмі «Диваки 3D».
- Обговорюється в коміксі «Кальвін і Гоббс» (випуск від 8 жовтня 1986 року)[3].
- Використовувалася в мультсеріалі «Робоцып».
- Виповнюється в анімаційному фільмі «Сімейка Крудс» під час вибуху гігантської кукурудзи.
- У серіалі «Коломбо» це улюблений твір головного персонажа серії «Вбивство по нотах», відомого композитора — в присутності Коломбо він постійно слухає платівку з ним.
- У п'ятій серії третього сезону серіалу «Альф».
- У фільмі «Зметені вогнем» виконується під час розв'язки фільму, де герой повинен розмінувати бомбу в рухомому автомобілі.
- У серіалі «Пуаро Агати Крісті»

## Цікаві факти
- Примітний випуск грамплатівок фірмою Telarc з цим твором. Через використання на доріжці для запису грому гармат зазору величиною приблизно 300 мкм (нормальними вважаються зазори не більше 100 мкм), більшість звукознімачів виявлялися не в змозі відтворити це місце (аж до поломки голки). Однак саме тому дана платівка набула культове значення в колах шанувальників апаратури класу High-End.
- Твір використовує гімни Франції і Росії на момент 1882 року, а не 1812 року. З 1799 по 1815 рік у Франції не було гімну, а «Марсельєза» не відновлювалася як гімн до 1870. «Боже, Царя храни» був написаний і затверджений як гімн Росії в 1833 році. Ймовірно, Чайковський віддав перевагу мелодіям, які були більш знайомі публіці.